# I Care a Lot
I Care a Lot is een Amerikaanse, zwartkomische misdaadfilm uit 2020 die geschreven en geregisseerd werd door J Blakeson. De hoofdrollen worden vertolkt door Rosamund Pike, Peter Dinklage, Eiza González, Chris Messina en Dianne Wiest.

## Verhaal
Marla Grayson is een zakenvrouw zonder scrupules. Ze laat zich door de rechtbank aanstellen als de wettelijke voogd van bejaarden, die ze vervolgens samen met haar partner Fran in een rusthuis dumpt en financieel leegzuigt. Haar handeltje loopt echter fout wanneer de oude, rijke vrouw die haar volgende slachtoffer moet worden over een kennis blijkt te beschikken die minstens even meedogenloos is als zij.

## Rolverdeling
| Acteur             | Personage         |
| ------------------ | ----------------- |
| Rosamund Pike      | Marla Grayson     |
| Peter Dinklage     | Roman Lunyov      |
| Eiza González      | Fran              |
| Chris Messina      | Dean Ericson      |
| Dianne Wiest       | Jennifer Peterson |
| Isiah Whitlock jr. | Judge Lomax       |
| Macon Blair        | Feldstrom         |
| Lance Norris       | Eric              |
| Alicia Witt        | Dr. Karen Amos    |
| Damian Young       | Sam Rice          |

## Productie
In maart 2019 raakte bekend dat actrice Rosamund Pike en filmmaker J Blakeson zouden samenwerken aan de zwarte komedie I Care A Lot. In juni en juli 2019 raakte de casting van Chris Messina, Peter Dinklage, Dianne Wiest en Eiza González bekend. De opnames gingen in juli 2019 van start in Massachusetts.

## Release
I Care a Lot ging op 12 september 2020 in première op het internationaal filmfestival van Toronto (TIFF). Twee weken later werden de Amerikaanse distributierechten verkocht aan streamingdienst Netflix.

## Prijzen en nominaties
| Jaar | Prijs         | Categorie                       | Genomineerde(n) | Uitslag  |
| ---- | ------------- | ------------------------------- | --------------- | -------- |
| 2021 | Golden Globes | Beste actrice (komedie/musical) | Rosamund Pike   | Gewonnen |